# Siphofaneni
Siphofaneni ist ein Inkhundla (Verwaltungseinheit) mit dem Hauptort gleichen Namens in der Region Lubombo in Eswatini. Es ist 477 km² groß und hatte 2007 gemäß Volkszählung 23.488 Einwohner.

## Geographie
Das Inkhundla liegt im Süden der Region Lubombo. Der Mzimneni verläuft mit großen Schlingen durch die Ebene. Der Hauptort Siphofaneni liegt an dem Fluss. Hauptverkehrsadern sind die MR 14, die in Siphofaneni beginnt und nach Südwesten verläuft, und die MR 8, die von Norden nach Südosten durch die Region verläuft. Auch eine Eisenbahnstrecke verläuft im Osten des Inkhundla. Weiter östlich liegt das Mkhaya Game Reserve und im Süden der Stausee Lubovane Dam.

## Gliederung
Der Bezirk gliedert sich in die Imiphakatsi (Häuptlingsbezirke) Kamkhweli, Madlenya, Madlenya, Mphumakudze, Nceka, Ngevini, Othandweni/Maphilingo und Tambuti.